# 鈴木道胤
鈴木 道胤（すずき どういん、生没年不詳）は、室町時代の国人領主・商人。諱は長敏といわれる。武蔵国品川馬場地(現南馬場町周辺)に拠点を構えて品川湊を支配し、自身も廻船業や土倉などの貸金業を営む商人として活動した。太田道灌とも交流があり、連歌の名手としても知られていた。
出自は紀伊熊野の鈴木氏といわれる。妙国寺(現天妙国寺)に梵鐘を寄進したほか、伽藍の再建に尽くすなど大旦那として名を残している。文明2年(1470年)太田道真が河越城で、「河越千句」と呼ばれた連歌の会を主催したが、連歌師心敬、宗祇を招き、会を実質運営したのは道胤であった。